# 真扎诺-迪卢卡尼亚
真扎诺-迪卢卡尼亚（義大利語：Genzano di Lucania），是意大利波坦察省的一个市镇。总面积207平方公里，人口6129人，人口密度29.6人/平方公里（2009年）。ISTAT代码为076036。